# アンドラゴジー
アンドラゴギー（Andragogy）とは、もともとはドイツの教育者アレクサンダー・カップが1833年に使用した言葉であるが、アメリカ合衆国の成人教育の理論家マルコム・ノウルズ、(1913年4月24日-1997年11月27日）により、成人教育における主要な概念として発展されたものである。
ノウルズは、ギリシア語の「成人-教育」を意味する言葉から発想されたアンドラゴギー(Andragogy)を通常の教育学をいうペタゴギー（Pedagogy<、ギリシア語では「子供-教育」）から厳密に区別するべきだという見解を示していた。
ノウルズの理論は、四つの実にシンプルな要請で語ることが出来る。
and :
1. 成人は自分たちが学ぶことについてその計画と評価に直接関わる必要がある（自己概念と学習への動機付け）。
2. （失敗も含めた）経験が学習活動の基盤を提供してくれる（経験）。
3. 成人は、自分たちの職業や暮らしに直接重要と思われるようなテーマについて学ぶことに最も興味を示す（学習へのレディネス）。
4. 成人の学習は、学習内容中心型ではなく、問題中心型である（学習への方向付け）。

ノウルズの著作、なかでも特に「成人教育の現代的実践―ベダゴジーからアンドラゴジーへ」(原著　1975年、鳳書房　2002年)は、これまでさまざまな議論の的になってきた。ある人たちは、彼の提案するやり方は誰にでも既に分かりきったことだといい、他の人たちは既存の児童中心的な理論からの単なる派生的、応用的なものでしかないという。
またこの言葉は、自己監督的な教育と「教えられる」教育の間の違いに充分考慮を払うべきという人たちによっても使われてきた。しかしながら、社会が若い世代の変化に対応するようになるにつれて、教育方法の違いは、子供たちと成人とにおいて違いは徐々になくなってきている。自己管理、自己監督的な教育が初等教育の中でも、子供の学習への励ましとして使われるようになってきている。
学習計画やe-ポートフォリオは、成人が自分たちの学習を推進していく上で重要なツールになってきている。